# LKAB

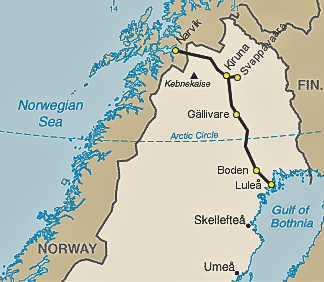
Ruda wydobywana w Kirunie, Malmberget i Svappavaara jest transportowana koleją do portów w Narwiku i Luleå

Luossavaara-Kiirunavaara Aktiebolag, LKAB – szwedzkie przedsiębiorstwo wydobywcze z siedzibą w Luleå. Zajmuje się wydobyciem rud żelaza z gór Kiirunavaara i Malmberget oraz w Svappavaara. Założona w 1890 r., od 1950 w całkowitej własności państwa.
Kiirunavaara znajduje się w Kirunie, natomiast Malmberget w pobliżu Gällivare. Ruda jest częściowo przetwarzana na miejscu, a następnie transportowana pociągami typu Iore linią Malmbanan do portów w Narwiku i Luleå oraz do huty w tym drugim (należącej do SSAB).
Grupa LKAB zatrudniała w 2017 roku około 4100 osób w 13 krajach.